# Emanuele Artom
Emanuele Artom (Aosta, 23 giugno 1915 – Torino, 7 aprile 1944) è stato un partigiano e storico italiano di origine ebraica, combattente della Resistenza.

## Biografia
Nacque in una colta famiglia della borghesia ebraica torinese, figlio di Amalia Segre e di Emilio Artom, matematici e insegnanti.
Studiò al Liceo classico Massimo d'Azeglio dove fu allievo di Augusto Monti, grazie al quale si avviò allo studio della cultura classica e della filosofia crociana. Si iscrisse all'Università degli Studi di Torino - facoltà di lettere - nell'autunno del 1933, e qui seguì i corsi di filologia romanza tenuti da Santorre Debenedetti. Si laureò a pieni voti nel 1937 con una tesi su: Il tramonto degli Asmonei, relatore lo storico di Roma antica Mario Attilio Levi.
Fu organizzatore - insieme al fratello Ennio - di un circolo culturale ebraico, a cui parteciparono molti giovani ebrei torinesi, che, colpiti dalla persecuzione razziale, iniziarono a indagare sul senso della propria identità e appartenenza. Tra essi vi erano Annamaria e Primo Levi, Livio Norzi, Guido Bonfiglioli, Giorgio Segre, Franco Momigliano e Luciana Nissim.
Dopo la morte del fratello Ennio, avvenuta per un incidente di montagna, Emanuele ripiegò su sé stesso, dedicandosi sempre più all'attività di studio.
Si avvicinò all'antifascismo e all'attivismo politico alla fine degli anni Trenta, aderendo ufficialmente nel 1943 al Partito d'Azione. All'indomani dell'8 settembre si unì ai partigiani col nome di copertura di Eugenio Ansaldi e per un primo periodo agì in qualità di delegato azionista nella formazione garibaldina comandata da Pompeo Colajanni. Da gennaio rientrò tra gli azionisti della Val Pellice, dove ricoprì la carica di Commissario Politico.
Un giorno, a Barge, vide alla stazione ferroviaria un manifesto per l'arruolamento nella milizia Fascista. Poiché tra i requisiti richiesti era inclusa una moralità ineccepibile, Emanuele scrisse accanto a questo requisito "in questo caso, non ci si arruola nella Milizia". Divenne Commissario Politico delle Formazioni di "Giustizia e Libertà" della Val Pellice e della Val Germanasca, passando di banda in banda, partecipando ad azioni pericolose e a lunghe marce. Nonostante la sua costituzione fisica poco adatta ai disagi della vita partigiana, d'inverno in montagna Emanuele era infaticabile nel visitare le varie bande per portare la sua parola volta a incoraggiare i partigiani, spesso restii ai discorsi, e per spiegare loro le ragioni e gli scopi di una lotta non solo di liberazione ma di rinnovamento democratico.
Il 21 marzo 1944 i tedeschi cominciarono il grande rastrellamento contro i partigiani della zona. L'offensiva proseguì nei giorni successivi con le pattuglie che avanzavano progressivamente verso l'alto della montagna. Il 25 marzo Artom, che si trovava in compagnia di Franco Momigliano, Ugo Sacerdote, Gustavo Malan e Ruggero Levi, fu raggiunto da una pattuglia di SS italiane: Franco, Ugo e gli altri riuscirono a fuggire mentre Emanuele, sfinito, si lasciò prendere. Insieme a lui fu catturato un altro giovane partigiano torinese, Ruggero Levi, fermatosi appositamente per stare vicino al compagno e maestro.
Scoperto come ebreo e commissario politico, fu torturato e subì indicibili sevizie. Caricato a forza sul dorso di un mulo, una scopa sotto il braccio, un cappellaccio in testa e il volto tumefatto, fu fotografato ed esibito come un trofeo di guerra. L'immagine apparve sul settimanale bilingue “Der Adler”, diffuso in Italia, con la dicitura: bandito ebreo catturato. Il 31 marzo, con altri prigionieri, Emanuele fu trasferito alle Carceri Nuove di Torino, dove una settimana dopo, il 7 aprile morì a seguito delle torture subite. Due suoi compagni furono costretti a seppellirlo in fretta, nel corso della notte, sulle rive del torrente Sangone. Nonostante tutti gli sforzi e le ricerche fatte alla fine della guerra il suo corpo non è mai stato ritrovato.
La città di Torino gli ha dedicato una via nella zona del Parco Sangone.

## Il diario

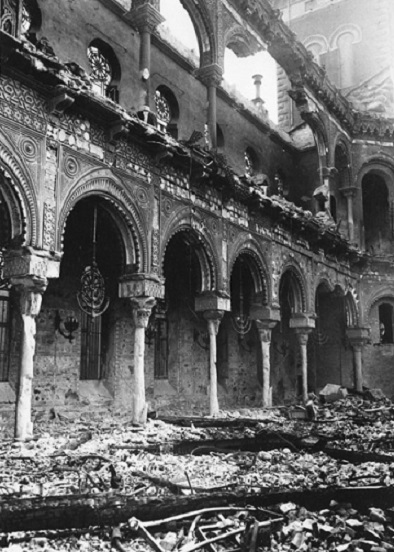
La sinagoga di Torino dopo il bombardamento del 20 novembre 1942

Il diario di Emanuele Artom, giudicato da un punto di vista sia letterario sia storico-documentario, è uno dei migliori testi della memorialistica partigiana di cui disponiamo, nonché una testimonianza eccezionale dell'impatto della persecuzione razziale sul mondo ebraico italiano. È stato pubblicato parzialmente per la prima volta nel 1954, col titolo Tre vite. Dall'ultimo 800 ai primi del 900, volume curato da Benvenuta Treves. Nel 1966 è uscita un'edizione più completa col titolo Diari: gennaio 1940-febbraio 1944, curata da Eloisa Ravenna e Paola De Benedetti ed edita dalla Fondazione centro di documentazione ebraica contemporanea.
Nel 2008 è stato pubblicato per la prima volta in edizione integrale con il titolo Diari di un partigiano ebreo (ed. Bollati Boringhieri, a cura di Guri Schwarz, che arricchisce il testo con un ricco saggio biografico). Il diario è composto di due parti. La prima riguarda il periodo dal gennaio 1940 al 10 settembre 1943 ed offre una lucida testimonianza sulla persecuzione razziale a Torino, sui bombardamenti alleati e sui loro effetti sulla popolazione. Si sofferma, inoltre, sui rivolgimenti sociali nel periodo compreso tra la caduta di Mussolini e l'occupazione tedesca. La seconda parte, dal novembre 1943 alla fine del febbraio 1944, riguarda invece l'esperienza partigiana di Artom.
Come affermato da Norberto Bobbio: «Questi diari sono un documento eccezionale della guerra partigiana [...] danno una rappresentazione immediata, senza abbellimenti retorici, senza riflessioni postume della vita di una piccola banda».

## Opere
- Collaborazione al Grande Dizionario Enciclopedico, a cura di G. Trucco, Utet, Torino 1935-1938.
- L'industria dell'oro presso i Salassi, in «Bollettino Storico-Bibliografico Subalpino», n. 1-2 (1935), pp. 1–6.
- Su Alessandra regina dei Farisei, in «Atti della Reale Accademia delle Scienze di Torino», vol 71 1935-36, pp. 222–228.
- Recensione a G. Donna, Gli Ictimuli e la Bessa, in «Bollettino Storico-Bibliografico Subalpino», n. 3-4 (1936), pp. 489–491.
- Una carta di franchigia nel secolo XIV a favore degli uomini di Arnaz, in «Bollettino Storico-Bibliografico Subalpino», n. 1-2 (1936), pp. 163–183.
- Recensione a L. Giordano, Publio Elvio Pertinace l'imperatore piemontese, in «Bollettino Storico-Bibliografico Subalpino» n. 1-2 (1936), pp. 207–208.
- Notizie, in «Bollettino Storico-Bibliografico Subalpino», n. 1-2 (1937), pp. 140–141; 144, 145, 426, 428, 430.
- Un'antica leggenda degli Ebrei d'Egitto, in «La nostra bandiera», 16 febbraio 1936.
- Elena o della parodia (con G. Bonfiglioli), Edizioni dell'Eridiano, Torino 1937.
- Principi di storia e cultura ebraica (dispense litografate) Torino 1941 (ristampa anastatica a cura della Scuola Ebraica di Torino nel 1961).
- Erodoto, Euterpe o l'Egitto (traduzione, cura e nota introduttiva), Einaudi, Torino 1945.
- Gli ebrei sotto il dominio degli angioini e dei durazzeschi, «La Rassegna Mensile di Israel», n. 2 (1949), pp. 80–84;
- Gli ebrei in Italia nell'età delle dominazioni straniere e della Controriforma, ivi, n. 10 (1949), pp. 456–467.
- Gli ebrei del Settecento, ivi, n. 1 (1950), pp. 23–31.
- Tre conferenze (1937-1941), in B. Treves (a cura di), Tre Vite. Dall'ultimo ‘800 alla metà del ‘900, Casa Editrice Israel, Firenze 1954, pp. 243–249.